# .303 Britisk
.303 Britisk er en riffel-og maskingeværammunition der først blev udviklet i Storbritannien i 1880'erne som en sortkrudts patron. Den blev senere ændret til at bruge først kordit og senere røgfrit krudt. Den var standardpatron for både Storbritanniens og Commonwealthlandenes militære styrker fra 1889 til 1950'erne, hvor den blev erstattet af 7.62 x 51 mm NATO ammunitionen og i 1980'erne af 5.56 x 45 mm NATO i de fleste funktioner. 
Ammunitionen er stadig populær som jagtpatron på grund af det store antal brugte militærvåben der kan fås i kaliberen, og som er blevet solgt på det civile marked. Ammunitionen er passende til at nedlægge det meste større vildt på nær store bjørne.

## Våben i kaliberen
- Bren LMG
- M1919 maskingevær, kampflysversion
- Lee-Enfield riffel
- Lee-Metford riffel
- Lewis gun
- Martini-Enfield riffel
- P14 riffel
- Vickers maskingevær
- Vickers K maskingevær
- Winchester Model 1895